# La Dani
La Dani (Màlaga, 1991) és una persona espanyola de gènere no-binari que es dedica a la música i la interpretació.

## Carrera
En 2017 va compondre els dos primers temes de la seva cartera musical, «Como Beyoncé», en honor a l'artista homònima; «Gordo y apretao» i «Fiesta felina». En 2020 va publicar el seu primer àlbum, «Banana Split», i un any després el segon, titulat «Greatest Hits». Un any després, al febrer de 2021, va publicar un doble videoclip de les cançons «El proceso» i «Metatrans». En febrer de 2023 va publicar el seu nou EP, «Xiaomi», en el qual pretenia allunyar-se de l'ostentació i capitalisme promogut pel reggaeton contemporani.
Al març d'aquest mateix any va ser titular en el periòdic Europa Press després de posicionar-se a favor de l'acabada d'aprovar llei trans espanyola.

## Vida personal
La Dani resideix actualment al barri madrileny de Lavapiés.

## Discografia

### Senzills
| Any  | Títol                |
| ---- | -------------------- |
| 2020 | Culeteo Hasta las 12 |
| 2020 | Barely Legal         |
| 2020 | El Proceso           |
| 2020 | Dew                  |
| 2020 | Dile a Tu Amigo      |
| 2020 | El Pantalón          |
| 2020 | Metatrans            |
| 2021 | Como Benyonce        |
| 2021 | Ciudad del Vicio     |
| 2021 | Aguamarga            |
| 2021 | Te Ronea             |
| 2021 | Ver Pa Creer         |
| 2021 | Dembow del Verano    |
| 2021 | Trapical             |
| 2021 | No Creo en Dios      |
| 2021 | Tijeritas            |
| 2021 | Gordo y Apretao      |
| 2021 | Fiesta Felina        |
| 2022 | Mi cama huele a ti   |
| 2023 | Intro audio mamá     |
| 2023 | Como antes           |
| 2023 | Chance               |
| 2023 | Mi cama huele a ti   |
| 2023 | Tu carita            |
| 2023 | Midnight in París    |
| 2023 | Rockstar             |
| 2023 | Outro whatsapp tita  |

## Filmografia

### Cinema
| Any  | Títol                           | Paper     | Notes |
| ---- | ------------------------------- | --------- | ----- |
| 2021 | Una Navidad con Samantha Hudson | Dependent |       |
| 2023 | Te estoy amando locamente       | Dani      |       |

## Premis i nominacions
- 2024: Nominació en la categoria a «Millor actriu de repartiment» en els XI Premis Feroz pel seu paper a Te estoy amando locamente.[10]